# Boulangerit
Boulangeritul este un mineral constituit dintr-o sulfosare și sulfură de plumb și stibiu, cu formula chimică Pb5Sb4S11. A fost denumit în 1837 în onoarea inginerului de mine francez Charles Boulanger. Formează cristale monoclinice gri. 